# 德国十一月革命
十一月革命（德語：Novemberrevolution），又称1918年—1919年德国革命，是德意志帝國在第一次世界大战1918年与1919年发生的一连串事件，致使統治了帝國47年的皇室霍亨索倫王朝被推翻以及共和的建立。与俄罗斯帝國的二月革命类似，德国革命并非由一个政党领导。同时，类似苏维埃的工人团体亦希望夺权，然而此类事件使得左派更加分裂，如社会民主党领导的共和政府曾利用右翼的自由军团来镇压同为左翼的斯巴達克同盟。

## 爆發經過和結尾
正如1917年俄国革命的诱因之一，第一次世界大战导致的民生灾难，引發了德国革命。德军统帅埃里希·魯登道夫想领导军队在1918年向協約國投降，結果引起政治危机。威廉二世退位後，虽然巴登親王任命社会民主党代表领导临时政府，但仍未能阻止叛乱继续。
1918年10月29日至11月3日，基尔港首先发生起义：四万名海员及船只认为德国在战争中大势已去，出战只是自取灭亡，於是抗拒海军的出兵命令。11月8日，德国工人和士兵委员会已占领德国西部的大部分，为“议会共和”作准备。11月9日，德皇威廉二世被迫退位，德意志帝国灭亡；同日，斯巴达克派领导人卡尔·李卜克内西在柏林宫宣布德国为“自由社会主义共和国”。纵然如此，仍有不少上層或中产的分子支持帝制。11月11日，由于国内多个城市爆发革命，德国被迫接受条件严苛的停火，是為康邊停戰協定，第一次世界大战结束。
弗里德里希·艾伯特所在的社会民主党跃升成为领导德国的政党，与德国独立社会民主党共同执政。不过，独立社民黨认为社民黨想保持资本主义在德国的现状，在1918年12月脱离联合政府。其后，受到列宁主义世界革命的影响，斯巴達克同盟发动二次革命，赤卫队控制了多个城市。古斯塔夫·諾斯克聘用自由军团镇压起义。1月15日，德国共产党的两位领导人卡爾·李卜克內西与羅莎·盧森堡被近卫骑兵步兵师杀害。4月，巴伐利亚苏维埃共和国成立，形成革命高潮。5月，巴伐利亚苏维埃共和国遭社民党政府镇压。7月31日，《魏玛宪法》通过，8月11日正式生效，标志魏玛共和国的成立。
德国革命促成了魏玛共和国与民主制度的复兴，然而德国的资本主义力量因为一战受到了很大破坏。此外，由于其战败国的身份，魏玛共和国的主权受到限制，大量英美财团的资金注入德国市场，其本土工业受到严重冲击。大萧条来临后德国面临着比其他资本主义国家更深重的危机，再加上战败引起的复仇主义与狂热民族主义情绪，纳粹主义兴起与民主制度的倒台便成为了必然。

## 社民党的崛起和一战的戰敗
在1900之后的十年中，德国社民党领导了德国的劳工运动。1912年，拥有着35%投票与110席位的社民党成为了德国最大的政党。党员数量约有一百万，党报前进报订阅者有150万。工会有250万成员，大多数很可能支持社民党。另外有若干个合作组织和其他组织直接与社民党和工会或社民思想相关。其他值得注意的党派有天主教的中央党（91席位）和德国保守党（43個席位）。
在第二国际的会议中，社民党一直同意战争时的社会主义者的联合行动。在萨拉热窝事件之后，社民党像其他社会主义政党一样在七月危机中组织了反战示威。在罗莎·卢森堡作为党内左翼代表要求在全党名义下的不服从与反战后，帝国政府计划战争爆发后立即逮捕政党领导。自1913年之后的两位政党领导之一弗里德里希·艾伯特与奥托·布劳恩去苏黎世来避免没收党的资金。
在1914年8月1日德国支援奧匈帝國对俄罗斯帝国宣战之后，多数社民党报纸都对战争抱有普遍热情，因为他们将俄罗斯帝国视为欧洲最反动和反社会主义的力量。在八月前几天，编者相信他们与在前一年去世的奥古斯特·倍倍尔的观点保持一致。1904年，他在德国国会宣布社民党将支持德国的武装防御以抵抗外国攻击。1907年，他在埃森举行的一次党代表大会上甚至答应，如果他本人是要与俄罗斯作斗争，那么他将“担负重任”，而俄国是“所有文化和所有被压迫者的敌人”。面对民众普遍对战争的热情，这预见了协约国的袭击，许多社民党代表担心，他们一贯的和平主义可能会失去许多选民。此外，帝国大臣特奥巴尔德·冯·贝特曼-霍尔韦格的政府威胁说，如果发生战争，所有政党均应取缔。另一方面，他利用社民党的反俄立场来争取该党对战争的批准。

### 地域性的資料
- Peter Berger: Brunonia mit rotem Halstuch. Novemberrevolution in Braunschweig 1918/19, Hannover 1979
- Peter Brandt/Reinhard Rürup: Volksbewegung und demokratische Neuordnung in Baden 1918/19. Zur Vorgeschichte und Geschichte der Revolution, Sigmaringen 1991
- Günter Cordes: Das Revolutionsjahr 1918/19 in Württemberg und die Ereignisse in Ludwigsburg. (Ludwigsburger Geschichtsblätter, Heft 32), Ludwigsburg 1980
- Holger Frerichs: Von der Monarchie zur Republik - Der politische Umbruch in Varel, der Friesischen Wehde und in Jade / Schweiburg 1918/19. Varel 2001, ISBN 3934606083
- Gustav Füllner: Das Ende der Spartakisten-Herrschaft in Braunschweig. Einsatz der Regierungstruppen unter General Maerker vor 50 Jahren. In: Braunschweigisches Jahrbuch Nr. 50, Braunschweig 1969
- Wolfgang Günther: Die Revolution von 1918/19 in Oldenburg. Oldenburg 1979
- Eberhard Kolb und Klaus Schönhoven: Regionale und Lokale Räteorganisationen in Württemberg 1918/19. Düsseldorf 1976, ISBN 3770050843
- Klaus Schönhoven: Die württembergischen Soldatenräte in der Revolution von 1918/19. (Zeitschrift für Württembergische Landesgeschichte, Jg. 33, 1974), Stuttgart 1976